# Itna Upazila
Itna Upazila är ett underdistrikt i Bangladesh. Det ligger i den centrala delen av landet, 110 km nordost om huvudstaden Dhaka.
Runt Itna Upazila är det tätbefolkat, med 613 invånare per kvadratkilometer.